# حنا بطاطو
حنا بطاطو (عربی: حنّا بطاطو)؛ (زاده: ۱۹۲۶، درگذشته: ۲۴ ژوئن ۲۰۰۰) مورخ فلسطینی متخصص در تاریخ مشروطه اعراب مشرق است؛ و شاید با اهمیت‌ترین آثار علمی او تحقیقات اجتماعی تاریخی او در عراق است که مهمترین مرجع تاریخ و توسعه عراق مدرن است.

## زندگی‌نامه
حنا بطاطو در اورشلیم در سال ۱۹۲۶ متولد شد، در سال ۱۹۴۸، سال ضربه در فلسطین، به ایالات متحده مهاجرت کرد. از سال ۱۹۵۱ تا سال ۱۹۵۳، در دانشکده امور خارجه دانشگاه ادموند ویلش در دانشگاه جورج تاون تحصیل کرد. او دکترای خود را در علوم سیاسی از دانشگاه هاروارد در سال ۱۹۶۰ با تز شیوخ و کشاورزان در عراق، دریافت کرد. از سال ۱۹۶۲ تا ۱۹۸۲، او در دانشگاه آمریکایی بیروت و از سال ۱۹۸۲ تا بازنشستگی خود در سال ۱۹۹۴ در دانشگاه جورج تاون در ایالات متحده تدریس می‌کرد.

## تحقیقات
بطاطو از اوایل دهه پنجاه شروع به مطالعه تاریخ عراق نمود که متأثر از جنبشهای انقلابی بود که در آن کشور غالب بود و به ویژه در حزب کمونیست عراق متمرکز شده بود. تا اواخر دهه پنجاه بطاطو چند بار به عراق سفر کرد و توانست با چند تن از زندانیان سیاسی کمونیستی دیدار کند. بطاطو تا قبل از انقلاب ۱۹۵۸ روابط زیادی با سیاستمداران در داخل جنبش‌های سیاسی عراق داشت و برخی ادعا می‌کنند که او با رئیس‌جمهور عراق، عبدالکریم قاسم نیز ارتباطاتی داشته‌است، که باعث تسهیل دسترسی به بسیاری از آرشیوهای مخفی دستگاه امنیتی عراق شد. این موضوع او را قادر کرد تا تحقیقات خود را بر روی تغییرات سیاسی در عراق متمرکز کند.
این کار مرجع مهمی در تاریخ عراق جدید محسوب می‌شود زیرا مبتنی بر روش کار بطاطو است که بر اساس تجزیه و تحلیل اجتماعی - سیاسی است، و نقش عوامل اجتماعی در تحولات تاریخی و حتی در ساختار اجتماعی جنبش را مورد بحث قرار می‌دهد.
در اواخر حیاتش وی اقدام به انجام یکسری تحقیقات مشابه در سوریه تحت عنوان کشاورزان سوریه بخشی از بزرگان روستاها و سیاستهای آنها نمود که در سال ۱۹۹۹ منتشر شد.